# Persan
Persan ist eine französische Gemeinde mit 14.348 Einwohnern (Stand 1. Januar 2022) im Département Val-d’Oise in der Region Île-de-France; sie gehört zum Arrondissement Pontoise und zum Kanton L’Isle-Adam. Die Gemeinde liegt 30 Kilometer nördlich von Paris im Tal der Oise, an der Einmündung ihres rechten Nebenflusses Esches. Sie bildet zusammen mit Beaumont-sur-Oise, Bernes-sur-Oise, Chambly (Oise), Mours und Ronquerolles die Unité urbaine de Persan – Beaumont-sur-Oise.

## Geschichte

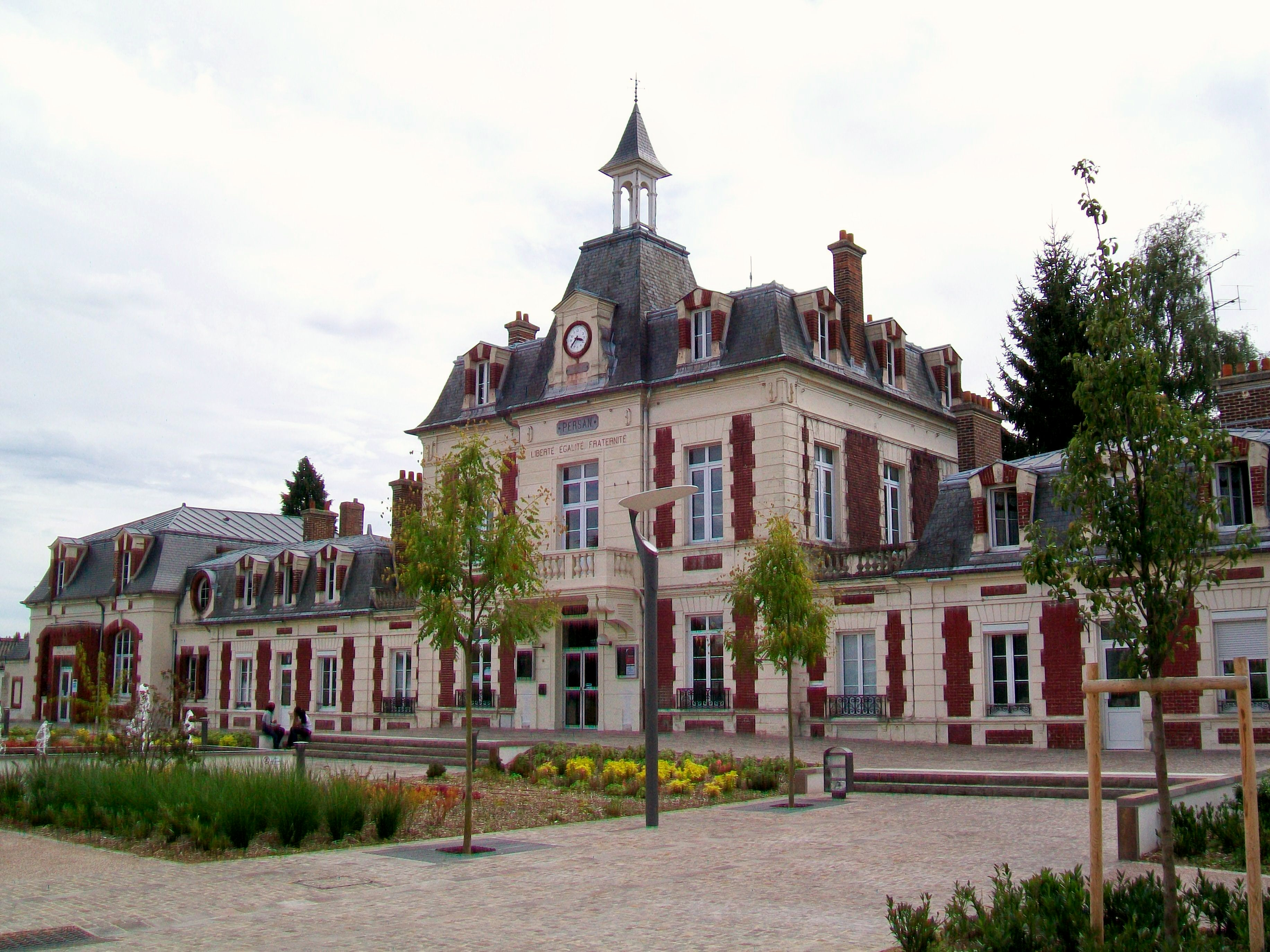
Rathaus (2011)

Funde aus der Vorgeschichte bezeugen eine frühe Besiedlung.
Der Ort wurde in der Vergangenheit als Parcenco, Parcenc, Parcent, Persent, Persangs etc. bezeichnet. Die heutige Schreibweise datiert von 1791.
Bei Krawallen nach der Tötung von Nahel Merzouk wurde in der Nacht auf den 1. Juli 2023 das Rathaus von Persan in Brand gesteckt und schwer beschädigt.

## Bevölkerungsentwicklung
| Jahr      | 1962 | 1968 | 1975 | 1982   | 1990   | 1999 | 2011   | 2018   |
| Einwohner | 5196 | 6587 | 9347 | 10.045 | 10.659 | 9600 | 10.790 | 13.386 |

## Sehenswürdigkeiten
- Neolithische Allée couverte